# Allyson Ponson
Allyson Ponson (sinh ngày 4 tháng 12 năm 1995) là một vận động viên bơi lội người Aruba. Cô giữ kỷ lục quốc gia ở 50 và 100 mét tự do và 50 mét ngửa. Năm 2011, cô được mệnh danh là vận động viên của năm Aruban. Cô đã xếp hạng 45 trong sự kiện tự do 50 mét tại Thế vận hội mùa hè 2016.
Ponson học tại Đại học Khoa học Ứng dụng Fontys ở Eindhoven, Hà Lan và năm 2015 thi đấu cho câu lạc bộ PSV của Hà Lan. Em gái của cô là Gabrielle cũng là một vận động viên bơi lội quốc tế.